# Джон Баррі (баскетболіст)
Джон Алан Баррі (англ. Jon Alan Barry, нар. 25 липня 1969, Окленд, Каліфорнія, США) — американський професіональний баскетболіст, що грав на позиції атакувального захисника за низку команд НБА. Згодом — спортивний коментатор на ABC та ESPN. Син баскетболіста та члена Баскетбольної зали слави Ріка Баррі та брат Скутера, Брента і Дрю.

## Ігрова кар'єра
На університетському рівні грав за команду Джорджія Тек (1990–1992). 
1992 року був обраний у першому раунді драфту НБА під загальним 21-м номером командою «Бостон Селтікс». Проте контракт з «Бостоном» відмовився підписувати, тому права на нього було обміняно до «Мілвокі Бакс» на Алу Адельнабі. Захищав кольори команди з Мілвокі протягом наступних 3 сезонів.
З 1995 по 1996 рік грав у складі «Голден-Стейт Ворріорс».
1996 року перейшов до «Атланта Гокс», у складі якої провів наступний сезон своєї кар'єри.
Наступною командою в кар'єрі гравця була «Лос-Анджелес Лейкерс», за яку він відіграв один сезон.
З 1999 по 2001 рік грав у складі «Сакраменто Кінґс».
2001 року перейшов до «Детройт Пістонс», у складі якої провів наступні 2 сезони своєї кар'єри.
Наступною командою в кар'єрі гравця була «Денвер Наггетс», за яку він відіграв один сезон.
Частину 1995 року виступав у складі «Голден-Стейт Ворріорс».
Останньою ж командою в кар'єрі гравця стала «Г'юстон Рокетс», до складу якої він приєднався 2004 року і за яку відіграв 2 сезони.